# Bergkapel (Lendelede)

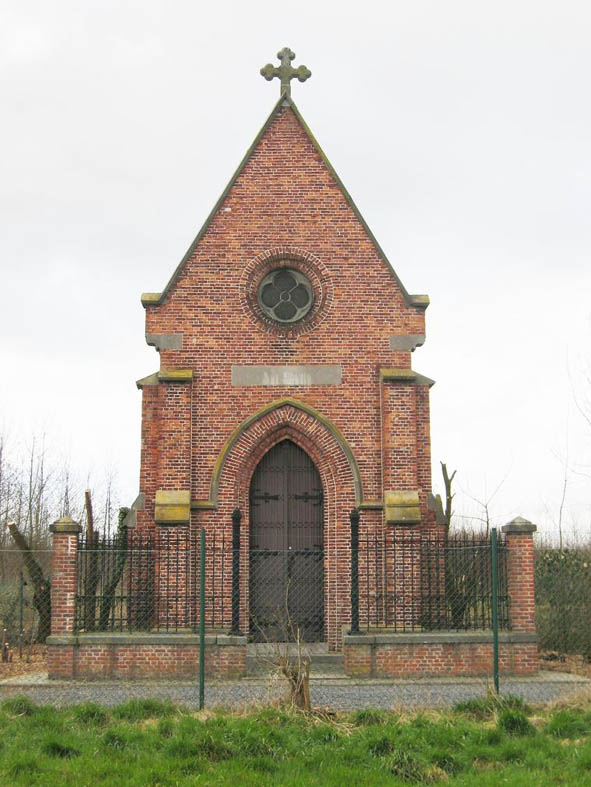

De Bergkapel in de Kuurnestraat te Lendelede in de Belgische provincie West-Vlaanderen is een kapel die toegewijd is aan O.L.Vrouw van de Zeven Smarten. Ze is gelegen op de Lendeleedse heuvelrug op een hoogte van 42.5 meter, dat was het hoogste punt van Lendelede totdat de ernaast gelegen Stevanstort het hoogste punt werd. De kapel heeft uitzicht op de Leie- en Scheldevallei en op heldere dagen ook op de Kluisberg. Het bouwwerk staat tussen door schapen begraasde weilanden en bossen.

## Geschiedenis
Volgens de legende werd de kapel gebouwd in circa 1650 op de plaats waar houthakkers in een boomstam een marmeren Onze-Lieve-Vrouwebeeld aantroffen. Ze brachten het naar de kerk maar vonden het 's anderendaags opnieuw op de vindplaats in de boomstam. De plek werd daardoor een populair bedevaartsoord met kapel. Onze lieve vrouw werd er aanbeden tegen koortsen, en de kapel werd aangeduid als 'koortskapel'. Het marmerenbeeld zou nog in het Lendeleedse klooster van de Zusters van de Heilige Vincentius in de Heulsestraat staan.
In 1885 was de kapel zwaar vervallen en werd door een anonieme weldoener afgebroken en opnieuw gebouwd. De gebruikte stenen kwamen uit de Izegemse steenbakkerij Vandeputte. In 2004 vond opnieuw een grondige verbetering plaats. Onder meer de beelden werden toen gerenoveerd door kunstenaar Germain Kesteloot.
De kapel is overdag toegankelijk en een stopplaats voor voorbijkomende fietsers en wandelaars. Bij de Bergkapel is een kosteloos te gebruiken camperplaats, deze wordt beschikbaar gesteld door de familie Vandeputte.

## Bron
- Pieter Santy; Kristien Devooght (2008), Bouwen door de eeuwen heen in Vlaanderen - Inventaris van het bouwkundig erfgoed. Provincie West-Vlaanderen, Gemeente Lendelede. Vlaamse Overheid, Agentschap R-O Vlaanderen Onroerend Erfgoed